# Piedilama
Piedilama o Piè di Lama è una frazione del Comune di Arquata del Tronto in provincia di Ascoli Piceno nella Regione Marche. Il paese è attraversato dal tracciato del Sentiero europeo E1 nel territorio di Arquata.

## Toponimo
Piedilama è originato dalla fusione di due termini "piedi" e "lama". 
Lama nel dialetto locale vuol dire frana. Secondo la tradizione, paese sorto ai piedi di una frana.

## Storia

### Cronologia storica essenziale
- 1798 - Nel testo del Tomo 1 della Collezione di carte pubbliche, proclami, editti, ragionamenti ed altre produzioni tendenti a consolidare la rigenerata Repubblica Romana si trova menzione di Piedilama nell'elenco dei paesi appartenenti al Dipartimento del Tronto del Cantone di Acquasanta. [2]

- 1831 - Nel testo dell'Indice di tutti i luoghi dello Stato Pontificio colla indicazione della rispettiva Legazione o Delegazione in che sono compresi nel Distretto Governo e Comune da cui dipendono le Diocesi alle quali sono essi soggetti e coll'epilogo in fine dei Distretti e Governi di ciascuna Legazione o Delegazione desunto dall'ultimo riparto territoriale ripromesso coll'Editto del 5 luglio 1831 questo paese risulta come: «Frazione di Arquata soggetta a quel Governo: Distretto, Delegazione e Diocesi di Ascoli. Anime 460.»

### Terremoto del 2016
Un violento terremoto di magnitudo 6.1 la notte del 24 agosto ha colpito l'area di Accumoli, Amatrice ed Arquata del Tronto, causando danni anche alla frazione Piedilama. Ulteriori danni sono stati provocati con le successive scosse di magnitudo 5.4 e 5.9 verificatesi il 26 ottobre con epicentro a Castelsantangelo sul Nera e Ussita. Il 30 ottobre la scossa più forte di magnitudo 6.5 con epicentro a Norcia ha quasi totalmente raso al suolo il paese provocando crolli, oltre che alle abitazioni, anche alla parete ovest della chiesa della Madonna della Pace e del suo campanile.

## Monumenti e luoghi d'interesse

### Architetture civili

#### Mulino ad acqua
Lungo il Fosso delle Pianelle, a quota 775 m s.l.m., all'interno del tessuto urbano del paese vi è censito il mulino ad acqua di proprietà Cataldi. La struttura, non più attiva, conserva in buono stato molti elementi degli ingranaggi per la macinazione. 

### Architetture militari
Nel paese vi era 1 delle torri di avvistamento della Rocca di Arquata.